# Animales (Una serie de catastróficas desdichas)
Muchos son los animales que aparecen en la serie de libros infantiles Una serie de catastróficas desdichas de Lemony Snicket. La mayoría son criaturas ciertamente ficticias, creadas por el autor. Los animales que son basados en animales reales parece que fuesen entrenados para fortalecer cosas increíbles que incluso los animales reales difícilmente pueden agrandar.

## Sanguijuelas del Lacrimógeno
Las Sanguijuelas del Lacrimógeno es un tipo ficticio de sanguijuelas, su nombre indica que pertenecen al Lago Lacrimógeno. Son extremadamente peligrosas, tienes seis filas de dientes muy filosos y una nariz puntiaguda. Uno debe esperar una hora después de comer antes de nadar en el lago lacrimógeno, o las sanguijuelas del Lacrimógeno olfatearán el alimento que ya fue comido y atacarán. Eso le ocurrió a Ike Anwhistle y en el libro El Ventanal le pasó lo mismo a su esposa, Josephine Anwhistle. El Conde Olaf empujó a "Tía Josephine" del bote, aparentemente 45 minutos después de comer una banana.
Las sanguijuelas son feroces e inteligentes al atacar a las personas. Cuando Josephine se encontraba en el bote 45 minutos después de comérsela, las sanguijuelas ya estaban comenzando a golpear el bote.
En Las Cartas de Beatrice, hay una fotografía de una sanguijuela del Lacrimógeno, un pisapapeles que le regalaron a Lemony Snicket en su graduación.

## Colección de Reptiles del Tío Monty
El Dr. Montgomery Montgomery (o simplemente Tío Monty) cuidó de una enorme colección de reptiles que pertenecía al lado de los buenos de V.F.D. Estos reptiles fueron entrenados para husmear y localizar "delitos de incendios". Sin embargo, después de la muerte de Montgomery, Bruce se llevó la colección. Se presume que los reptiles fueron vendidos o donados a varias entidades (como se afirmó en la Autobiografía). El Conde Olaf envió a uno de sus socios, disfrazado de vaca, para reclamarlos (para el uso de Olaf). Aparentemente su socio lo logró, debido a que (en La pendiente resbaladiza) Olaf menciona que todos los reptiles le pertenecen excepto uno. La Mamba du Mal fue comprada en la subasta por el Club de fanes de Esmé Miseria, y los propietarios del barco el Próspero, en correspondencia con Lemony Snicket, menciona haber asistido a proteger a la Víbora Increíblemente Mortal.

### La Víbora Increíblemente Mortal
La Víbora Increíblemente Mortal (más tarde nombrada "Ink") es una serpiente muy larga la cual, en realidad no es nada mortal. Montgomery Montgomery la descubrió en una tierra desconocida (sin embargo en la película se menciona que fue descubierta en Tanzania). El nombre es un término equivocado creado por Monty para jugarles una broma a sus colegas, los cuales frecuentemente se burlan de su nombre, Montgomery Montgomery. 
La serpiente apareció por primera vez en La habitación de los reptiles. La primera vez que la Víbora Increíblemente Mortal conoció a Sunny Baudelaire le mordió su mentón. Debido a que los hermano de Sunny, Violet y Klaus desconocían que el nombre que tío Monty le dio a la serpiente era incorrecto, se aterrorizaron, temiendo que su hermana fuese envenenada, pero después de que los Baudelaire supieran que era inofensiva la víbora se convirtió en una amiga especial de Sunny. La Víbora Increíblemente Mortal apareció casi cerca del final de la historia, ayudando a revelar que la verdadera identidad de Stephano era el Conde Olaf. Al final del libro la víbora fue enviada lejos con el resto de las serpientes.
En El Fin, Kit Snicket llega a la "Tierra de Olaf"(Olaf-Land) junto con la serpiente (nombrada "Ink") en su balsa de libros. La serpiente trata de salvar a los habitantes de la isla trayéndoles una manzana y una planta de rábanos picantes para desahecerse de la Medusoid Mycelium que se encontraba en sus cuerpos pero se desconoce si lo logró. La imagen de la serpiente ofreciendo una manzana es una referencia de Satanás en forma de serpiente tentando a Eva con una manzana en el Jardín de Edén. El autor dijo que la serpiente continuó viviendo una serie de eventos desafortunados, siempre evitando y cometiendo maldades, algo similar a lo que ocurre con los huérfanos.
En la adaptación de Netflix, en el doblaje para España se la denomina erróneamente "cobra" debido a una mala traducción a pesar de que su nomenclatura inglesa se mantiene fiel a los libros ("Increadibly deadly viper").

### Mamba du Mal
La Mamba du Mal es una serpiente ficticia en la popular serie de libros infantiles, Una serie de catastróficas desdichas. Formó parte la colección de reptiles de Montgomery Montgomery, y fue entrenada para husmear y localizar "delitos de incendios". Posiblemente fue nombrada así por el nombre de una serpiente real llamada Mamba. "du Mal" fue posiblemente derivada de Les Fleurs du Mal, escrito por Charles Baudelaire. Se sabe que la serpiente es negra. Puede ser vista al comienzo del capítulo 9 de la habitación de los reptiles.
En La habitación de los reptiles, Stephano (el Conde Olaf disfrazado) inyecta el veneno de la Mamba du Mal en el cuello del Tío Monty y muere. Después culpa falsamente a la serpiente de ser responsible de la muerte de Tío Monty. Después Bruce se lleva a la Mamba du Mal. En Lemony Snicket: La Autobiografía No Autorizada, se puede ver a una serpiente negra comunicándose con unos grillos, probablemente los Grillos de V.F.D.. Más tarde la serpiente fue comprada en la Subasta por el Club de Fanes de Esmé Miseria.
En el libro: "La Mamba du Mal: Una Serpiente Que Jamás Me Mataría (por Tony "Mommy" Eggmonteror)" dice así:

La Mamba du Mal es una de las serpientes más mortales en el hemisferio, conocida por la extrangulación de sus víctimas, lo cual, en conjunción con su veneno, les da a todas ellas un tono tenebroso, horrible de contemplar.
Sin embargo, una de las cosas más placenteras de contemplar en esta serpiente, son las excelentes habilidades de comunicación que tiene. Ciertos especímenes de la Mamba du Mal han sido entrenadas para recitar ciertas frases en una codificada forma del Inglés siendo usadas como guardianes de cuarteles generales. Por ejemplo si una mamba du mal sisea la frase "El verano es", en realidad esta comunicando una versión codificada de la frase "Los enemigos están cerca." La frase siseada "Ido y terminado" se traduce a "probablemente disfrazado," y se ha sabido que la mamba ha siseado la palabra "muriendo" como un código de "Cuidado con los incendios." La única otra criatura con habilidades de comunicación suficientes para transmitir estos mensajes es el simple grillo soplón.

Esta es una referencia de Lemony Snicket: La Autobiografía No Autorizada en la cual se menciona que en el libro "La Telaraña de Charlotte" (Charlotte's Web), se encuentra un código en secreto mencionado al comienzo de uno de los últimos capítulos del libro donde pronto Wilbur es enviado a la granja estatal, preocupado por su destino y su impidiente perdición, donde se menciona que es como si los grillos estuviesen diciendo "El verano se ha ido y terminado, el verano está muriendo" una y otra vez.

### Otro
- La macaco masticadora: Una serpiente difícil de mantener en cautiverio debido a su hábito inusual de siempre necesitar sustento (si no consiguen comida, se comen su propia boca).
- La  Cobra Andrógina
- La Lagartija Vaca de Alaska: Una larga, verde criatura que produce deliciosa leche.
- El Sapo Disonante: Puede imitar el habla humana (en una voz muy grave).
- El Tritón Entintado: Cubierto de tinta negra.
- La Pitón Irascible: Gruñona y es mejor dejarla sola.
- El Sapo Barrena Verde: No se recomienda darle mucha agua.
- La Serpiente Lobo de Virginia (Virginian Wolfsnake): Jamás, jamás se le debe permitir estar cerca de una máquina de escribir.
- La Cruel Serpiente Mongol: Sonríe cruelmente cuando está a punto de comerse un ratón.
- La Serpiente perezosa de Hungria: Su velocidad máxima es de media pulgada por hora.
- El Sapo Tibetano de Tres Ojos (sólo en la película): Tiene un tercer ojo en medio de los dos.

Los siguientes son reptiles descritos pero sin nombre que aparecen en La habitación de los reptiles.
- Un sapo muy gordo con dos alas brotando de su espalda.
- Un sapo con ojos de "vidrios de colores" que parece una iglesia.
- Una lagartija con dos cabezas y dos rayas amarillas que corren por su parte inferior (en la película aparece como una cobra de dos cabezas).
- Una lagartija que es ciertamente parecida a una lechuza (con enormes ojos y todo).
- Una serpiente con tres bocas, una encima de otra.
- Una serpiente que parece no tener boca.
- Una serpiente la cual su veneno es tan letal que detiene tu corazón antes de que sientas la mordida.
- Una serpiente la cual puede abrir su boca lo suficientemente grande como para tragarse al menos a cuatro personas de un bocado.
- Dos serpientes entrenadas para manejar un auto, aunque algo imprudentes. ("Existe un par de serpientes que han aprendido a manejar un auto tan imprudentemente que podrían atropellarte en la calle y nunca se detendrían a disculparse.")

## Mosquitos de Nieve
En el décimo libro de Una serie de catastróficas desdichas, La pendiente resbaladiza, de Lemony Snicket, los mosquitos de nieve son pequeños insectos voladores que habitan en las Montañas Mortmain. 
La distintiva característica de los mosquitos de nieve es que disfrutan de picotear a la gente sin ninguna razón en absoluto. Esto se ve cuando Violet y Klaus Baudelaire suben las Montañas Mortmain. El aguijón de los mosquitos contiene un leve veneno que puede matar, con un par de aguijones, a un pequeño animal. Hay pocas maneras de evitar ser picoteado. La manera más fácil es crear humo prendiendo fuego. A los mosquitos de nieve no les gusta el humo y huirán de un área que tiene o que recientemente ha tenido humo. Por ejemplo, los mosquitos de nieve huyeron del Valle de los cuatro bosquejos cuando los cuarteles de V.F.D. fueron quemados. También uno puede protegerse cubriéndose con ropa. Por ejemplo, una máscara de esgrima obstruirá a los mosquitos permitiendo continuar sin molestias.

## Animales de V.F.D.

### Leones
En las Montañas Mortmain habitan muchas bestias peligrosas, incluyendo los leones de V.F.D.. Los leones aparecieron por primera vez en El carnaval carnívoro (sin embargo se mencionó algo de ellos en El ascensor artificioso; y tal vez fueron los mencionados en El ventanal), donde devoraron a varias personas. Originalmente los leones pertenecían a V.F.D., y fueron entrenados para olfatear el humo; se ha mencionado que Beatrice y Bertrand entrenaban leones, como se reveló en Un mal principio: Rare Edition. En cierto punto las ramas con fuego de V.F.D. (es decir, el Conde Olaf y sus socios) tomaron control de los felinos. En el código de V.F.D., mencionado en La pendiente resbaladiza, los leones son nombrados  Detectives Felinos Voluntarios. Sin embargo varios de ellos murieron cuando el Conde Olaf los abandonó en el hoyo de leones cuando le prendió fuego al Carnaval Caligari.
Alguna vez los leones fueron nobles criaturas entrenadas por V.F.D para detectar humo, pero en El carnaval carnívoro, el Conde Olaf los trajo al carnaval y los trató cruelmente, para que cuando un fenómeno de la "Casa de los Fenómenos" fuese escogido para ser devorado por los leones, estuviesen muy hambrientos y desesperados.

### Cuervos
Los cuervos de V.F.D. viven en La Aldea de los devotos a las aves pero aparecen en otras tiempos implicando que fueron utilizados por la organización V.F.D. Los cuervos se posan en el centro de la ciudad por la mañana, en la zona alta por la tarde, y en el Nunca Más Árbol por la noche. En La aldea malvada son usados para transportar los poemas en forma de dístico de Isadora Quagmire desde su lugar oculto en la Fuente de las Aves hasta el Nunca Más Árbol.
En El penúltimo peligro fueron mencionados de nuevo. Ellos llevaban el azucarero hacia el Hotel Denouement cuando Carmelita Polainas les disparó con el arpón. Cayerón y se atoraron gracias a unas "aves de papel" las cuales Klaus Baudelaire colgó de la ventana. Entonces el azucarero cayó dentro del estanque del hotel, sin embargo originalmente se creyó que había caído a través de un túnel que daba a la lavandería del hotel.
- Datos: Q5438189